# Historia Welforum

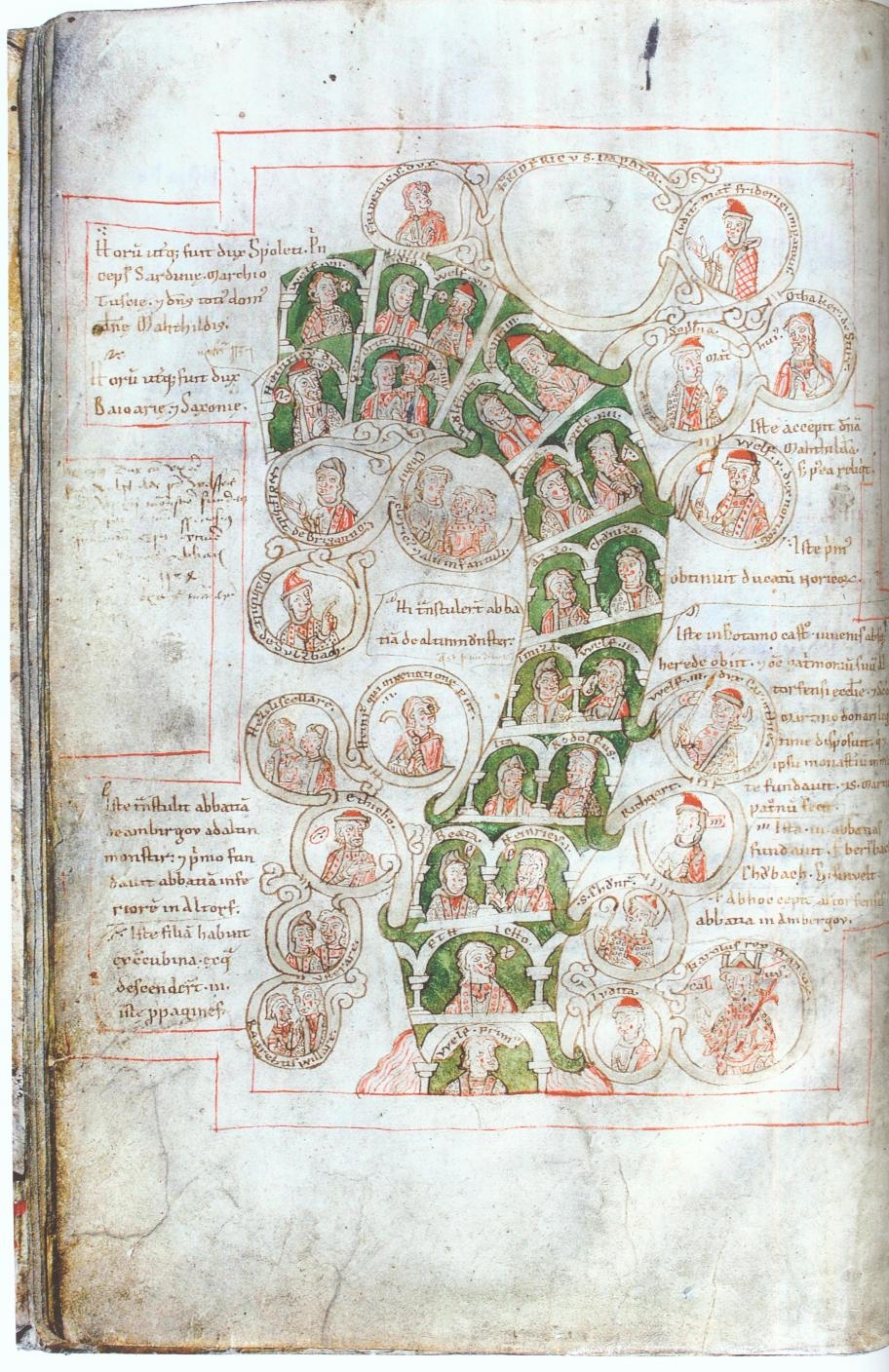
Stammbaum der Welfen, Fulda, Hochschul- und Landesbibliothek, Handschrift D 11, fol. 13v

Die Historia Welforum ist die aus der Zeit um 1170 stammende lateinisch verfasste Geschichte der schwäbischen Welfen. Sie gilt als bedeutender Teil der Geschichtsschreibung des 12. Jahrhunderts, vor allem da sie „ausschließlich der Geschichte eines Fürstengeschlechts gewidmet ist. Sie ist damit zugleich die älteste ausführliche Familiengeschichte des abendländischen Schrifttums überhaupt.“ In Teilen fußt sie auf der älteren und wesentlich kürzeren Genealogia Welforum.

## Die Genealogia Welforum
Die 1125/26 entstandene Genealogia Welforum, die nur im Cod. Lat. 21563 der Staatsbibliothek München (fol. 41) erhalten ist, beschreibt in wenig mehr als 400 Worten die Generationenfolge innerhalb der Familie der Welfen. Sie beginnt mit einem offenbar über 300 Jahre hinweg mündlich überlieferten Stammvater Eticho aus der ersten Hälfte des 9. Jahrhunderts und endet nach neun Generationen in der Zeit Heinrichs des Schwarzen. Dabei stellt man fest, dass über die Zeit der mündlichen Tradierung vier Generationen verloren gingen und die Geschichte des Ursprungs der Familie (eine Welfin heiratet einen Kaiser Ludwig) auf die falschen Personen bezogen wurde. Zusätzlich zu der missverstandenen Tradierung liefert der Autor noch die angebliche Abstammung von einem Römer Catilina in dem Versuch, den Leitnamen Welf zu erklären: Catilina = catulus = Hündchen = Welpe = Welf.

## Die Historia Welforum
Die Historia Welforum entstand zwischen 1167 und 1174 am Hof des Herzogs von Spoleto, Welf VI., also zwei Generationen nach der Genealogia, die zum Teil wörtlich in die Historia übernommen, erweitert und in der Ursprungssage korrigiert wurde, bei der aber drei Generationen weiterhin fehlen: Die Historia Welforum ist etwa 35 mal länger als die Genealogia. Sie beginnt mit dem Stammvater Welf I. als Zeitgenossen Karls des Großen, schiebt dann zur Catilina-Geschichte eine angebliche Abstammung von den Trojanern ein und erwähnt Macht und Reichtum der Familie, die es erlaubten, dem Kaiser die Lehnshuldigung zu verweigern – so wie es die Welfen in der Auseinandersetzung mit Kaiser Heinrich IV. tatsächlich wagten und sich in der Historia wohl daher als Tradition zurechtlegten.
Die Historia Welforum endet im Jahr 1167 mit der Überführung und Bestattung des Erben Welf VII., erwähnt aber nicht den Verkauf des Besitzes in Italien an Kaiser Friedrich I., der vermutlich im Jahr 1174 erfolgte; dies bleibt der Fortsetzung der Historia vorbehalten, die im Kloster Steingaden angefertigt wurde.

## Autor und Entstehungsort
Bis weit ins 20. Jahrhundert hinein war es in der Forschung herrschende Meinung, dass die Historia das Werk eines Mönchs aus dem welfischen Hauskloster Weingarten sei, ohne dass diese Auffassung zuvor einer kritischen Prüfung unterzogen wurde. Ursache für diese Festlegung war die Tatsache, dass die älteste bekannte Handschrift der Historia nachgewiesenermaßen im Kloster Weingarten entstanden ist. Erst der Erwerb einer weiteren Handschrift durch die Preußische Staatsbibliothek im Jahr 1919 (Ms. lat. Quart. 795) und deren Untersuchung durch Helene Wieruszowski brachte Licht in die Entstehung der Handschrift – darunter auch die Erkenntnis, dass das Weingartener Exemplar lediglich eine Abschrift ist und nicht das Original. Das neu entdeckte Manuskript stammt aus dem Kloster Altomünster, das allerdings auch nicht der Entstehungsort der Chronik ist. Vielmehr ist zu vermuten, dass der Verfasser ein Geistlicher war, der am Hof des Herzogs Welf VI. lebte und nicht in einem Kloster, ohne dass dessen Identität dadurch allerdings klarer würde.
Auch galt lange Zeit die Genealogia als Auszug aus der Historia, bis Georg Waitz 1881 nachwies, dass die Historia jünger und die Genealogia die Quelle ist. Für die Genealogia gilt ebenfalls, dass sie wohl in der Umgebung des (jungen) Welf VI. entstanden ist.

## Die Handschriften
Vollständig erhalten sind von der Historia u. a.:
- Cod. D 11 der Hochschul- und Landesbibliothek Fulda; dieses Manuskript entstand in den letzten Jahrzehnten des 12. Jahrhunderts in Weingarten (Digitalisat)
- Cod. lat. 12202a der Bayerischen Staatsbibliothek in München; dieses Manuskript stammt aus dem Augustiner-Chorherrenstift Rottenbuch und entstand Ende des 13. Jahrhunderts; es handelt sich um eine Abschrift des verlorenen Exemplars des Klosters Steingaden. s.a ‘Chronicon Altorfensium‘ sive Historia Welforum Weingartensis - BSB Clm 12202 a.
- Histor. Handschrift 2 Nr. 359 der Württembergischen Landesbibliothek in Stuttgart; diese Abschrift des Steingadener Exemplars stammt aus dem Jahr 1503
- Handschrift H. B. XV, 72 der Hofbibliothek Stuttgart (befindet sich jetzt in der Landesbibliothek), ebenfalls eine Abschrift des Steingadener Exemplars
- Ms. lat. Quart 795 der Staatsbibliothek zu Berlin (fol. 70r–83r)

Weitere vollständig erhaltene Handschriften sind Abschriften dieser Manuskripte.
Auf die Historia Welforum geht auch das Weingartener Stifterbüchlein (um 1510) zurück.

## Die Genealogia und die Historia als Quelle
Der Inhalt der Genealogia und der Historia sind in der Forschung ob ihres Wahrheitsgehalts umstritten.
Die Aussagen zum Stammvater sind zumindest in der Historia korrekt: Welfs Tochter Judith heiratet Ludwig den Frommen und wird die Mutter Karls des Kahlen. Die anschließende Generationenfolge ist allerdings verkürzt, es fehlen am Anfang vier bzw. drei Generationen, erst mit Rudolf (3. bzw. 4. Generation, tatsächlich wohl bereits der dritte dieses Namens), der Mitte des 10. Jahrhunderts lebte, beginnt die korrekte Stammreihe.
Allerdings ist mit diesem Rudolf sofort das nächste Problem verbunden: „Rudolf nahm zur Gemahlin Ita aus dem Hause Öhningen; ihr Vater war der vornehme Graf Kuno, ihre Mutter aber eine Tochter Kaiser Ottos des Großen“ „namens Richlind“. Kuno von Öhningen ist, wie Wolf 1980 nachwies, der Herzog Konrad I. von Schwaben, und die Aussage macht aus den Nachkommen Konrads Blutsverwandte der kaiserlichen Familie, aus Konrads Sohn Hermann II. von Schwaben, der sich im Jahr 1002 um die Reichskrone bewarb, einen nahen Verwandten des im gleichen Jahr verstorbenen Kaisers Otto III. (zu den Details siehe Artikel Richlind). Es ist vor allem diese Aussage der Genealogia und der Historia, die in der Forschung umstritten ist.
„Dieser Kuno zeugte vier Söhne: Egebert, Markgraf von Stade, Leopald, Liutold, Kuno und vier Töchter, von denen eine unseren Rudolf, die zweite einen von Rheinfelden, einen Vorfahren der Zähringer, die dritte den König der Rugier und die vierte einen Grafen von Andechs heiratete.“ Als es Karl Schmid 1966 gelang, in einem Memorialeintrag des Klosters Reichenau aus dem Jahr 983 oder kurz danach eine Liste von zehn Personen nachzuweisen, die der Familie Kuno von Öhningen zugeordnet werden konnten, wurde die parallele Aussage in der Genealogia und der Historia verständlich: Die Entdeckung Schmids kam auch der Einschätzung der Genealogia und der Historia Welforum als zuverlässiger Quelle zugute.

## Ausgaben
Historia Welforum
- Heinrich Canisius: Historia de Gwelfis princibus auctore Altorfensi sive Weingartensi monacho. In: Antique lectionis tomus I (1601)
- Gottfried Wilhelm Leibniz: Scriptores rerum Brunsvicensium. Band 1, 1707, S. 781–794.
- Gerhard Heß: Monumentorum Guelficorum pars historica (1784)
- Ludwig Weiland, Historia Welforum Weingartensis. MGH Scriptores in Folio 21 (1869), S. 454–471
- Genealogia Welforum, MGH Scriptores XIII (Supplementa tomorum I-XII, 1881), S. 733/734
- Erich König: Historia Welforum. In: Schwäbische Chroniken der Stauferzeit, 1. Band (1938, Neudruck 1978) online latein-deutsch, im Anhang u. a. die Genealogia Welforum

Genealogia Welforum
- Georg Grandaur: Eine alte Genealogie der Welfen und des Mönchs von Weingarten Geschichte der Welfen. (= Geschichtschreiber der deutschen Vorzeit; 68). 1882 (Digitalisat), 2. Auflage 1895 (Digitalisat)